# 外断熱
外断熱（そとだんねつ、英: External wall insulation）は、断熱層を建物の外側に設ける構造、もしくはその工法を指す。主にコンクリート構造物など熱容量の大きい建物の外側（上面・側面・下面）に断熱層を設け、建物を外気から断熱し、加えて建物の蓄熱(または冷却した状態)を逃がさないようにする方式。
逆に、外周の鉄筋コンクリート躯体の内側で断熱する工法は、内断熱という。
外断熱工法（そとだんねつこうほう）とは、躯体の外側に断熱材を配置する断熱工法である。なお、外断熱工法という場合、マンション等のRC（鉄筋コンクリート）構造の外断熱工法と木造を中心とする戸建て住宅の外張り断熱工法の両方を含めることもあるが、この2つは本来別物であり、ここで外断熱工法と呼ぶものはRC構造やメーソンリー構造など熱容量の大きい建物に限定する。
木造住宅では同様の工法を「外張り断熱工法」と法律用語で定義している。コンクリート構造物に比べて熱容量が大きくないので、断熱についてそれほど恩恵を受けることはない。

## 概要
コンクリートは熱を伝えるため、断熱材は屋外と室内の間だけでなく、構造躯体と一体の外気に面している部分も断熱しなければならない（内断熱では、外周の躯体と連続している部屋と部屋の間の躯体も、建物の外側から内側へ一定の長さまで断熱しなければならない）。日本の鉄筋コンクリートの中層集合住宅では、ベランダの需要が多く、共用廊下側も開放型であり、外断熱に適さない。
屋外と室内の温度勾配は断熱材部分が大きく、躯体の温度は、内断熱では外気温に近く、外断熱では室温に近くなる。そのため外断熱の方が施工が悪くても室内側に結露が発生しにくい（内断熱では、独立気泡の断熱材が適し、不燃性の無機繊維断熱材は通気性があるため室内側からの防湿が不可欠であり、不十分だと冬に壁内結露が生じ易く、その結果断熱が悪くなり、室内にも結露が生じる）。
ただし、窓部の断熱は不十分になりがちで（外断熱・内断熱を問わず）、対策が必要となる（窓からの冷気を防ぐ衝立を置く、三重窓とするなど）。

## 外断熱の特徴
建物（コンクリート構造物）の外側を断熱材で覆うので、建物の躯体が室温と同調し、以下の利点があるといわれている。
- 室内に結露が発生せず、カビ・ダニの被害が抑えられる（アレルギー予防）。
- 外気温変動による躯体の膨張収縮が少なく、耐久性が高い（低環境負荷・高資産価値）。
- 高い熱容量を持つ躯体（特にコンクリート建造物では顕著）が断熱材の内側に置かれるため、室温の変動が抑えられ冷暖房の効率が良い。（省エネルギー効果）
- 建物内部（部屋間）の温度差が少なく、ヒートショック現象が起こりにくい。

躯体が断熱材に包み込まれるため、外気の寒暖から守られると同時に、大きな熱容量によって建物の温度変動が小さくなり、室温が快適な環境に保たれる。内装にコンクリート打ちっ放しも選べる。冬季にも外壁は室温と同調して高い温度に保たれるため、冬季に発生する壁での結露が起きにくく、カビやダニの発生を防ぐことができる。また、日射熱によるコンクリートの膨張収縮が減少し、躯体の劣化を防ぐことや、風雨に直接晒されないので雨滴のコンクリートへの浸入を防ぎ鉄筋の腐食防止にもつながる。これらの結果、内断熱建物に比べ健康で快適かつ長寿命の建物を容易に造ることができる。
ただし、一般に外断熱というと内断熱よりもはるかに高断熱の建物であり、外断熱の特徴の多くは高断熱によるところが多い。

## 内断熱との比較

### 断熱性能
断熱性能はあくまで断熱材の種類と厚さによって決まり、断熱層の位置ではほとんど変わらない。ただし、断熱材を厚くし、高断熱化を計画しようとした場合、内断熱では室内が狭くなるなどの物理的限界や施工方法の問題があり、結果として高断熱=外断熱となる。

### 熱容量について
内断熱と比較すると熱容量が大きく温度変動がしにくいと言われることが多いが、コンクリート造の建物を例に出すと、熱容量は屋根、床、内壁、外壁が持っているが、屋根は外断熱とされることが多く、断熱層の位置が異なるのは外壁のみであり、外壁も実際にはほとんどが開口部であるため、熱容量の差は開口部を除く外壁部分のみと解するのが正しい。但し、外壁においてはコンクリートの熱容量の大きさが建物内部へ影響を与えてくるため、内側に断熱を行う場合その悪影響を考慮する必要がある。

### 室温について
外断熱というよりも実際には高断熱であるのが理由であるが、室温の変動が少なく、また冬季においても高い室温が確保でき非常に快適な環境が保たれる。ただし、室温が高いということは湿度が低くなり乾燥しやすいため、適切に加湿を行う必要がある。

### 結露について
内断熱で作られた建物においても、24時間常時換気を行うなどの配慮を行うことにより結露を抑制することはできるが、外断熱の場合断熱層が躯体の外側にあるため、壁の温度が室温に近くなり、理論的にも冬季の結露発生は非常に起きにくい。

### 建物の耐久性
外断熱工法の場合、コンクリート躯体が断熱材と外装材によって保護されるため、100年以上の耐久性があるといわれている（参考：一般的な内断熱工法のコンクリート住宅の建替周期は40年に満たない）が、実際に比較されたデータは少ない。
建物の社会的寿命の方が今までははるかに短かったが、スクラップアンドビルドが見直しやストック型社会への移行を推進され、建築サイクルが長くなることで環境負荷の低減される。

### 建設コスト
内断熱工法よりも高くなる傾向にある。

## 外断熱工法の種類
外断熱工法には大別して2種類の工法がある。
湿式工法
コンクリート躯体に断熱材を接着させる工法。外壁を断熱材で支えることになるため外壁材には軽量であることが要求される。通気層がないため、断熱材、外壁材には透湿性を持つ素材が必要となる。外断熱先進国のドイツで最も採用され、実績を上げている。外装材のメンテナンスを7年に一度程度は必要なためメンテナンスコストは高い。純国産仕様のパッシブウォール工法、国際基準仕様のドライビット工法、シュトー工法、エコサーム工法、ウッドブリース工法など。
乾式工法
コンクリート躯体から支柱を張り出し、外壁を支える工法。湿式工法と比較し、レンガタイルや石板など重い外壁材と様々な厚さの断熱材に制限が少ない反面、イニシャルコストが上がる傾向がある。また、形状の複雑な建物では徹底した断熱施工が難しく、デザイン的な制約が比較的大きい。EV外断熱工法、LLH外断熱通気層システム、NoiM工法など。
細かな分類を含むと外断熱工法には30を超える工法が存在する。

## 外断熱の現状
欧米では、コンクリート建造物の標準的な断熱工法としてドイツ・北欧を中心にオイルショックを機に数十年も前から使用されていた。
日本では内断熱工法が標準的に使用されてきたが、近年外断熱工法への注目が高まっている。
これまで日本では外断熱工法は外壁耐火性能の観点から高価な工法に限定されていて、外断熱建物の普及が遅れていたが、30年以上にわたる欧米での実績と、実大試験などによる耐火性能の確認を行った安価な外断熱工法の導入や、京都議定書に基づく省エネ効果への対策などが追い風となって、外断熱建物の新築や改修が増加している。
これまで内断熱で仕上げられることが普通だったマンションでも、外断熱を利用したマンションが販売され始められている。ただ、日本における外断熱のマンションは現在1%程度だと言われておりドイツやスウェーデンなどの環境先進国から大きく後れをとっている。

## 外断熱工法関連団体
- 環境・省エネ外断熱工法推進議員連盟 - 2004年4月1日に発足した超党派の議員連盟。衆参約30名の議員が所属。
- 特定非営利活動法人日本外断熱協会 - 2003年11月17日法人登記。任意団体から特定非営利活動法人としての活動を開始。
- 外断熱懇話会 - 2004年7月13日に発足した業界団体。デベロッパー、ゼネコン、建材メーカー、コンサルタント等13社で構成。
- 繊維系通気層工法外断熱協会・FVO - 2006年7月11日に発足した外断熱工法の特性認知及び普及拡大を目指す業界団体。開口部・外装材・下地金具・断熱材メーカー等が参加すると共に、大学教授などの学識経験者も参加した産・学一体の団体。